# Heptalogie
Heptalogie is de term voor een reeks van zeven creatieve werken, meestal boeken, die eenzelfde verhaallijn vertellen. Een recent voorbeeld is de Harry Potter-serie.

## Voorbeelden

### Wetenschap
- The Art of Computer Programming van Donald Knuth (onvoltooid)

### Muziek
- The Cycle of Life, een reeks opera's van Edward Maryon
- Licht, een operacyclus van Karlheinz Stockhausen